# Alofi South
Alofi South is een van de 14 dorpen van Niue en telt 434 inwoners (2008). Het dorp maakt net zoals Alofi North deel uit van de hoofdstad Alofi, die bestuurlijk in twee dorpen is verdeeld. De grens tussen beide dorpen is echter niet exact vastgelegd, waardoor er voor beide plaatsen geen oppervlakte- en bevolkingsdichtheidsgegevens beschikbaar zijn.
In Alofi South, dat een stuk groter is dan Alofi North (147 inwoners), bevinden zich de overheidsgebouwen. De internationale luchthaven van Niue ligt op de grens tussen Alofi South en Tamakautoga in het zuiden.

## Politiek
Bij de parlementsverkiezingen van 2011 kon Dalton Tagelagi zijn zetel voor Alofi South behouden.

Alofi North · Alofi South · Avatele · Hakupu · Hikutavake · Lakepa · Liku · Makefu · Mutalau · Namukulu · Tamakautoga · Toi · Tuapa · Vaiea